# 莫桑比克裸颊鲷
莫桑比克裸颊鲷（学名：Wattsia mossambicus）为裸颊鲷科莫桑比克裸颊鲷属的鱼类，俗名莫桑鼻给鲷。分布于台湾恒春等。该物种的模式产地在Pinda和Serissa之间，南非。